# 主観的幸福感

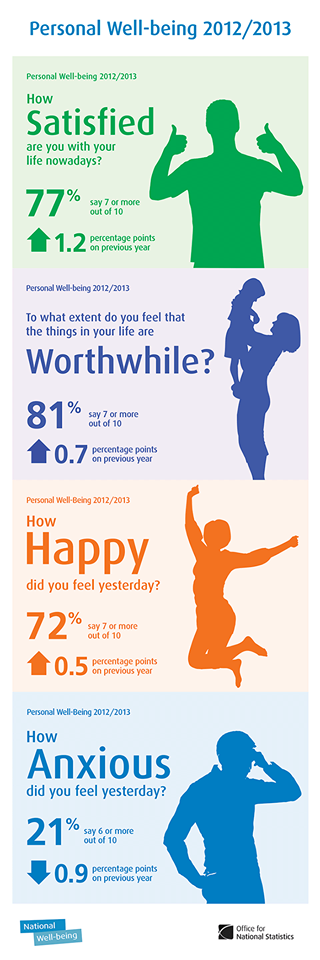
Personal wellbeing in the UK 2012–13

主観的幸福感（しゅかんてきこうふくかん）、主観的ウェル・ビーイング（Subjective well-being, SWB）とは、自己申告による幸福感の尺度のこと。
一般的には質問紙によって得られる。

## 解説
主観的ウェルビーイング (以下SWB) とは、「快い感情や気分のレベルが高いこと、否定的な感情や気分のレベルが低いこと、生活満足度が高いこと」などを包含する、包括的なイデオロギーである。
エド・ディーナーが1984年に、主観的ウェル・ビーイングの三部モデルを開発した。これは、人々が自分の生活の質をどのように経験するかを説明するもので、感情的反応と認知的判断の両方を含む。それは「幸福の3つの異なる、しかししばしば関連する構成要素：頻繁に起こる肯定的な感情、頻繁に起こらない否定的な感情、そして生活満足のような認知的評価」を仮定している。
したがって、SWBは気分や感情のほか、人生の一般的な領域や特定の領域に対する満足度の評価も含んでいる。SWBは幸福の定義のひとつである。
SWBは長期にわたって安定する傾向があり、性格特性と強く関連しているが、SWBの感情的要素は状況によって影響を受ける可能性がある。例えば、COVID-19のパンデミックの発生は、感情的幸福感を74％低下させた。健康とSWBは相互に影響し合うという証拠がある。なぜなら、健康はより大きな幸福と関連する傾向があり、ポジティブな感情や楽観主義が健康に有益な影響を与えることが多くの研究で発見されているからである。